# Duncan McKenzie
Duncan McKenzie (Grimsby, 10 giugno 1950) è un ex calciatore inglese, di ruolo attaccante.

## Carriera

### Club
McKenzie mise in mostra le sue qualità in seconda divisione nel Nottingham Forest dove venne notato da Brian Clough che lo portò al Leeds United durante i suoi 44 giorni di permanenza alla guida del club. Fu l'unico acquisto fatto da Clough a trovare spazio anche dopo la sua partenza e a guadagnarsi la stima dei tifosi.
Inizialmente guadagnò l'attenzione dei media grazie alle sue capacità fuori dal campo, come il saper saltare una Mini Cooper o lanciare una palla da golf da un lato all'altro di un campo da calcio. Ma furono le sue doti tecniche a fargli guadagnare il posto da titolare al fianco di Allan Clarke e a segnare 27 reti nelle 66 partite giocate in maglia gialla. Nonostante la breve permanenza nel Leeds, fra l'altro in un biennio senza trofei, McKenzie entrò nel cuore dei tifosi tanto che nel 2000 fu inserito al 30º posto nella lista dei migliori giocatori del Leeds.
Nel 1976 si trasferì all'Anderlecht dove rimase un solo anno prima di tornare in Inghilterra all'Everton. Dopo altre brevi esperienze con Chelsea e Blackburn andò a spendere due anni nella NASL prima nei Tulsa Roughnecks e poi nei Chicago Sting. Concluse la carriera nel campionato di calcio di Hong Kong con la maglia del Ryoden F.C..

## Palmarès

### Club

#### Competizioni internazionali
- Supercoppa UEFA: 1

Anderlecht: 1976